# Fågeltjärnen (Sorsele socken, Lappland)
Fågeltjärnen är en sjö i Sorsele kommun i Lappland och ingår i Umeälvens huvudavrinningsområde.